# Helenenberg (Welschbillig)
Helenenberg ist ein Ortsteil der Ortsgemeinde Welschbillig im Landkreis Trier-Saarburg in Rheinland-Pfalz. Der Ort, der westlich des Kernortes Welschbillig liegt, besteht aus einem Jugendhilfezentrum der Salesianer Don Boscos. Es bestehen 15 Wohngruppen, 4 davon in Trier, wo die Jugendlichen neben Ausbildung auch ihren Alltag strukturieren.

## Geographie
Westlich von Helenenberg verläuft die B 51, die von Trier nach Bitburg führt. Ehemals verlief die Bundesstraße durch den Ort. Die B 422 verläuft am südlichen Ortsrand. Östlich des Ortsrandes führt die B 422 Richtung Kernort Welschbillig.
Der Ort liegt an der alten Römerstraße Trier–Neuss.
Der Helenenberg bildet außerdem die Gemarkungsgrenze zwischen Gilzem und Idesheim, beide Ortsgemeinden liegen bereits im Eifelkreis Bitburg-Prüm.

## Geschichte

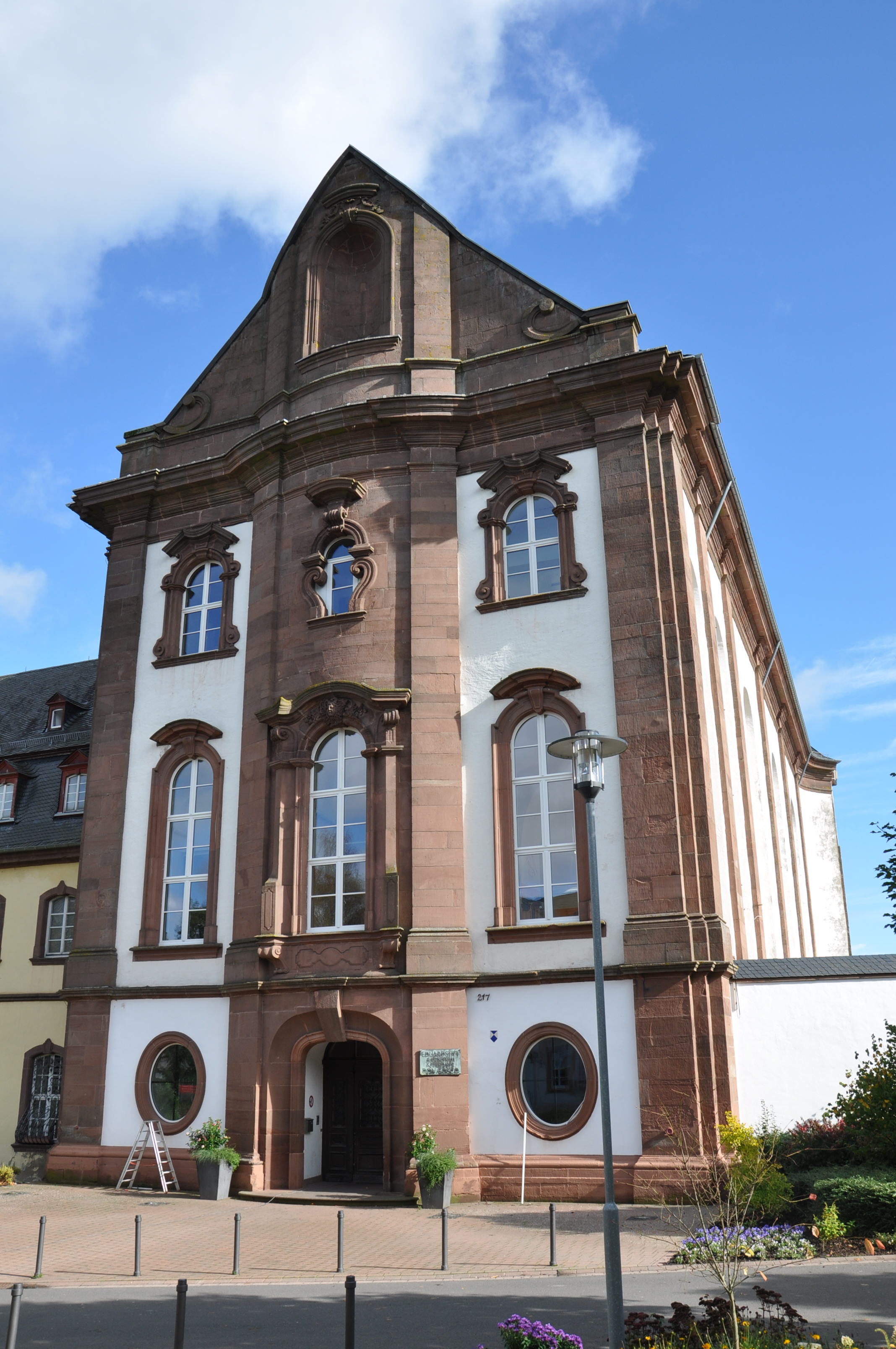
Kloster, Haupteingang

Das Bistum Trier bekam 1894 das bereits damals bestehende Kloster von der Eduard Puricelli-Stiftung geschenkt. 1898 wurde es ein Waisen-Internat, wo die Jungen die Möglichkeit hatten, Handwerkerberufe wie Schneider, Schuhmacher oder Schreiner auszuüben. Daneben gibt es im Internat seitdem eine Berufsbildende Schule.
1925 übernahmen die Salesianer Don Boscos das Eduardstift. Der Einzug der Salesianer brachte viele Veränderungen mit sich, denn sie legten nicht nur Wert auf Arbeit und eine gute berufliche und schulische Bildung, sondern auch auf eine sinnvolle und phantasiereiche Gestaltung der Freizeit. Sie initiierten Aktivitäten im musischen, künstlerischen und sportlichen Bereich, was für die meisten der Jungen eine ganz neue Erfahrung war.
Im Zweiten Weltkrieg wurde das Internat nach Mayen umgesiedelt und das Kloster diente als Lazarett. Das Gebäude sollte nach dem Krieg ursprünglich abgerissen werden, was jedoch durch den Einsatz der Salesianer verhindert werden konnte.
1952 fanden umfangreiche Renovierungsarbeiten der Werkstätten und Schlafsäle statt.
1969 konnten die Jugendlichen in moderne Gruppenhäuser einziehen, die westlich der B 51 liegen.
1972 wurden neue Werkstätten für die Bereiche Elektro, Metall und Malerei in Betrieb genommen.
1978 kam mit einer Sporthalle eine Erweiterung des Sport- und Freizeitangebots.
Zwei einschneidende Ereignisse in der jüngeren Geschichte des Helenenberges stellten die beiden Großbrände in den Jahren 1980 und 1983 dar. Beim ersten Brand wurde ein wesentlicher Teil des Hauptgebäudes schwer beschädigt, dem zweiten Brand fiel die Lackiererei der Schreinerei zum Opfer. Aber diese Katastrophen wurden als Chance zum Neuaufbau und zur Erneuerung genutzt.
1984 wurden die neu renovierten Räume der Berufsschule eingeweiht.
Am 1. August 1999 nahm die Sonderschule für Verhaltensbehinderte (Sonderschule der Erziehungshilfe) ihren Betrieb auf und bekam in Erinnerung an die erste Schule unter der Regie von Don Bosco den Namen „Valdocco Schule“.
1998 entstand die Pinardi-Gruppe; diese war für jugendliche Sexualstraftäter ausgelegt. In der Praxis zeigte sich ein differenzierter Bedarf und so entstand 1999 die Gruppe Turin für Jugendliche Sexualstraftäter mit einer schwachen kognitiven Leistungsfähigkeit.

## Wohngruppen auf dem Gelände des Stifts
Durch die Gruppen auf dem Gelände des Jugendhilfezentrums Helenenberg werden die Vorteile der zentralen Verfügbarkeit aller Angebote der Einrichtung (Ausbildungs-, Schul- und Freizeitangebote) mit den individuellen Möglichkeiten dezentral organisierter Wohneinheiten/-gruppen sinnvoll verknüpft. Die einzelnen Gruppen kennzeichnen sich durch ein spezifisches Angebot für unterschiedliche Zielgruppen:
- Max – Schüler von 11–16
- Moritz – Schülerregelgruppe, Förderung durch Sport
- Mandela – Angebot für minderjährige unbegleitete Ausländer
- Phönix – Lehrlingsgruppe, Jugendliche mit aggressivem, normabweichendem Verhalten
- Papillon – Lehrlingsgruppe, Regelangebot
- Don Bosco Haus – Lehrlingsgruppe, Kleinappartements mit Gruppencharakter, Jugendliche auf dem Weg zur Selbstständigkeit begleiten
- Chieri – Schüler und Lehrlinge, i. d. R. mit Psychiatrieerfahrung

### Pädagogisch-therapeutische Intensivgruppen
- Pinardi-Haus – Zentrum für pädagogische und therapeutische Hilfe zur Erziehung jugendlicher, sexueller Misshandler
- Ponticellohaus – Angebot für junge Menschen mit dem Asperger-Syndrom

## Außenwohngruppen
Außenwohngruppen gibt es in Welschbillig und Trier:
- Gruppe Hope – Angebot für minderjährige unbegleitete Ausländer (Clearing) in Trier
- Gruppe Dominikus Savio – Schülerregelgruppe in Trier
- AWG Welschbillig – Schülerregelgruppe

## Kulturdenkmäler
Siehe: Liste der Kulturdenkmäler in Welschbillig